# 1756 en architecture
| Années de l'architecture : 1753 - 1754 - 1755 - 1756 - 1757 - 1758 - 1759    |
| Décennies de l'architecture : 1720 - 1730 - 1740 - 1750 - 1760 - 1770 - 1780 |

Cet article présente les faits marquants de l'année 1756 en architecture.

## Réalisations
- 30 juillet : inauguration en Russie du Palais de Catherine de Bartolomeo Rastrelli.

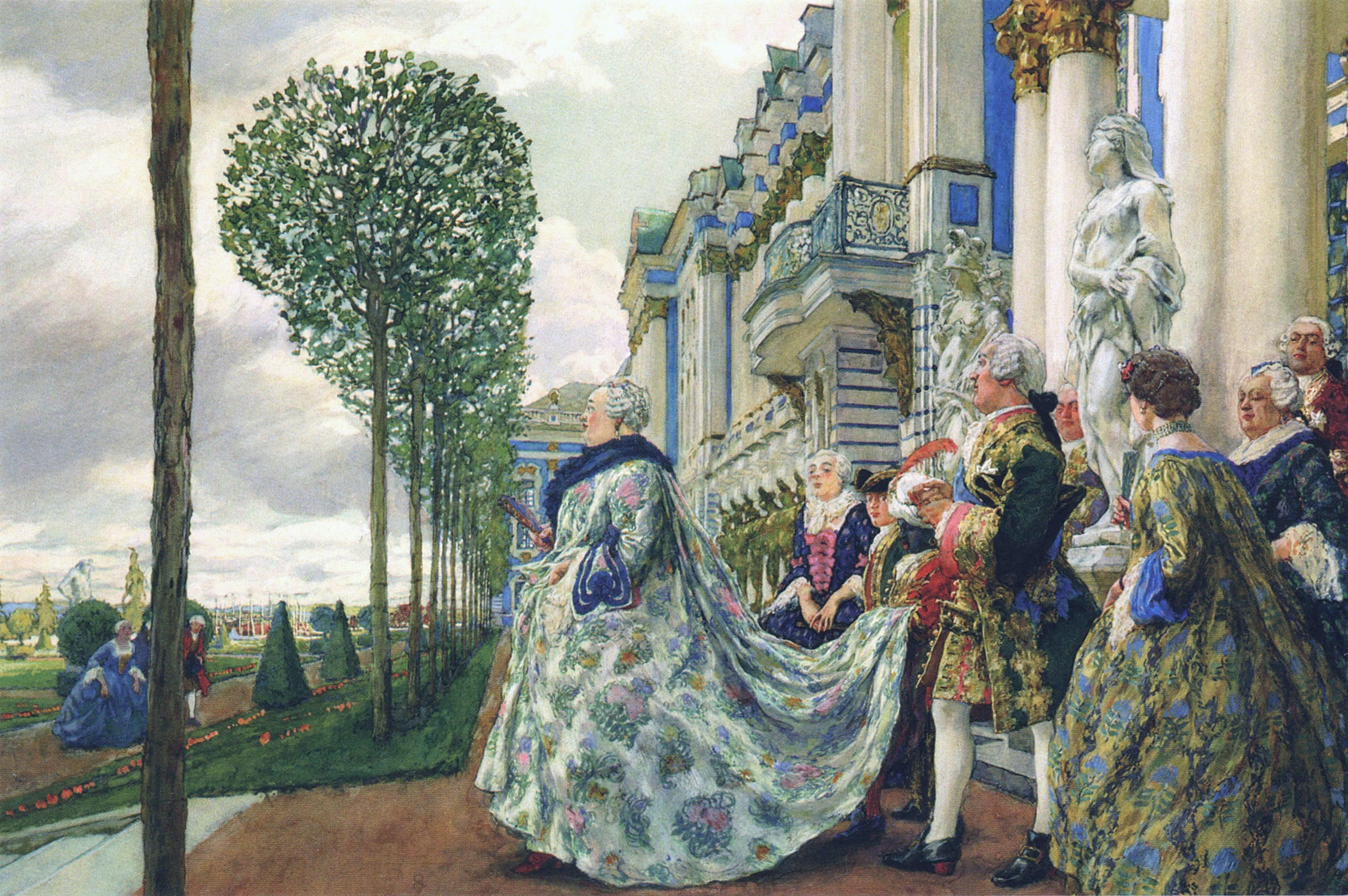
30 juillet : Catherine Ire inaugure le Palais de Catherine, toile d'Eugène Lanceray (1905, Galerie Tretiakov).

- Début de la construction du château de Sourches à Saint-Symphorien (Sarthe) sur les plans de Gabriel de Lestrade avec l'aide de l'architecte manceau Jean-François Pradel.

## Événements
- Isaac Ware publie The Complete Body of Architecture à Londres.

## Récompenses
- Prix de Rome : Charles Maréchaux.
- Académie royale d'architecture : Jean-Rodolphe Perronet (1708-1794).

## Naissances
- x

## Décès
- x